# Joy Surrender
Joy Surrender är det svenska glamrockbandet The Arks fjärde singel. Den släpptes 2001 och är med på gruppens album We Are The Ark från 2000. På den svenska singellistan nådde den som högst 23:e plats.

## Listplaceringar
| Lista (2001) | Topplacering |
| ------------ | ------------ |
| Sverige      | 23           |

### Fotnoter
1. ↑  ”Svensk mediedatabas”. http://smdb.kb.se/catalog/id/001553565. Läst 22 maj 2011.
2. ↑  ”Listplacering”. http://hitparad.se/showitem.asp?interpret=The+Ark&titel=Joy+Surrender&cat=s. Läst 22 maj 2011.